# Alvan
Alexis Morvan-Rosius også kendt som Alvan (født 17. marts 1993) er en fransk sanger. Han har repræsenteret Frankrig ved Eurovision Song Contest 2022 i Torino sammen med gruppen Ahez med sangen "Fulenn" og kom på en 24. plads i finalen.